# Магнет (поэт)
Магнет (др.-греч. Μάγνης; V век до н. э.) — древнегреческий поэт, представитель древней аттической комедии.
Магнет родился в аттическом деме Икария. О его жизни известно немногое. В 472 году до н. э. он впервые принял участие в драматическом состязании как автор комедии. Магнет одержал 11 побед, стал одним из основателей древней аттической комедии. Расцвет его популярности пришёлся на 460—450 годы до н. э.

## Произведения
- Барбитисты
- Птицы
- Лидийцы
- Лягушки
- Битва котов и мышей
- Дионис
- Орехосоздатели